# Брусово (Полтавская область)
Бру́сово (укр. Брусове) — село,
Василевский сельский совет,
Семёновский район,
Полтавская область,
Украина.
Код КОАТУУ — 5324580803. Население по переписи 2001 года составляло 637 человек.

## Географическое положение
Село Брусово находится на берегу безымянной речушки,
выше по течению на расстоянии в 2 км расположено село Землянки (Глобинский район),
ниже по течению на расстоянии в 1 км расположено село Василевка.
На реке сделано несколько запруд.

## История
На карте 1826 года имеется

## Экономика
- «Брусовское», ООО.

## Объекты социальной сферы
- Школа І—ІІ ст.
- Дом культуры.

## Достопримечательности
- Братская могила советских воинов.